# Jägershaus
Jägershaus ist ein Ort in Radevormwald im Oberbergischen Kreis im nordrhein-westfälischen Regierungsbezirk Köln in Deutschland.

## Lage und Beschreibung
Jägershaus liegt im Osten von Radevormwald unmittelbar an der Stadtgrenze zu Halver. Die Nachbarorte sind Schmittensiepen, Oberschmittensiepen, Holte und Köttershaus. Der Ort ist über eine Nebenstraße zu erreichen, die in der Ortschaft Eich von der Bundesstraße 229 abzweigt. Ab Oberschmittensiepen geht es über eine durch Köttershaus führende Sackgasse bis nach Jägershaus.
Jägershaus gehört zu dem Radevormwalder Stimmbezirk 181.

## Geschichte
Die Ortsbezeichnung „Jägershaus“ wird in den topografischen Karten der Region erstmals in der Ausgabe von 1892 bis 1894 genannt.

## Wanderwege
Der 164 Kilometer lange von Hagen nach Biedenkopf verlaufende Talsperrenweg, ein Hauptwanderweg des Sauerländischen Gebirgsverein mit dem Wegzeichen X3, führt am Ort vorbei, zudem der Wanderweg Rund um Halver (H im Kreis).

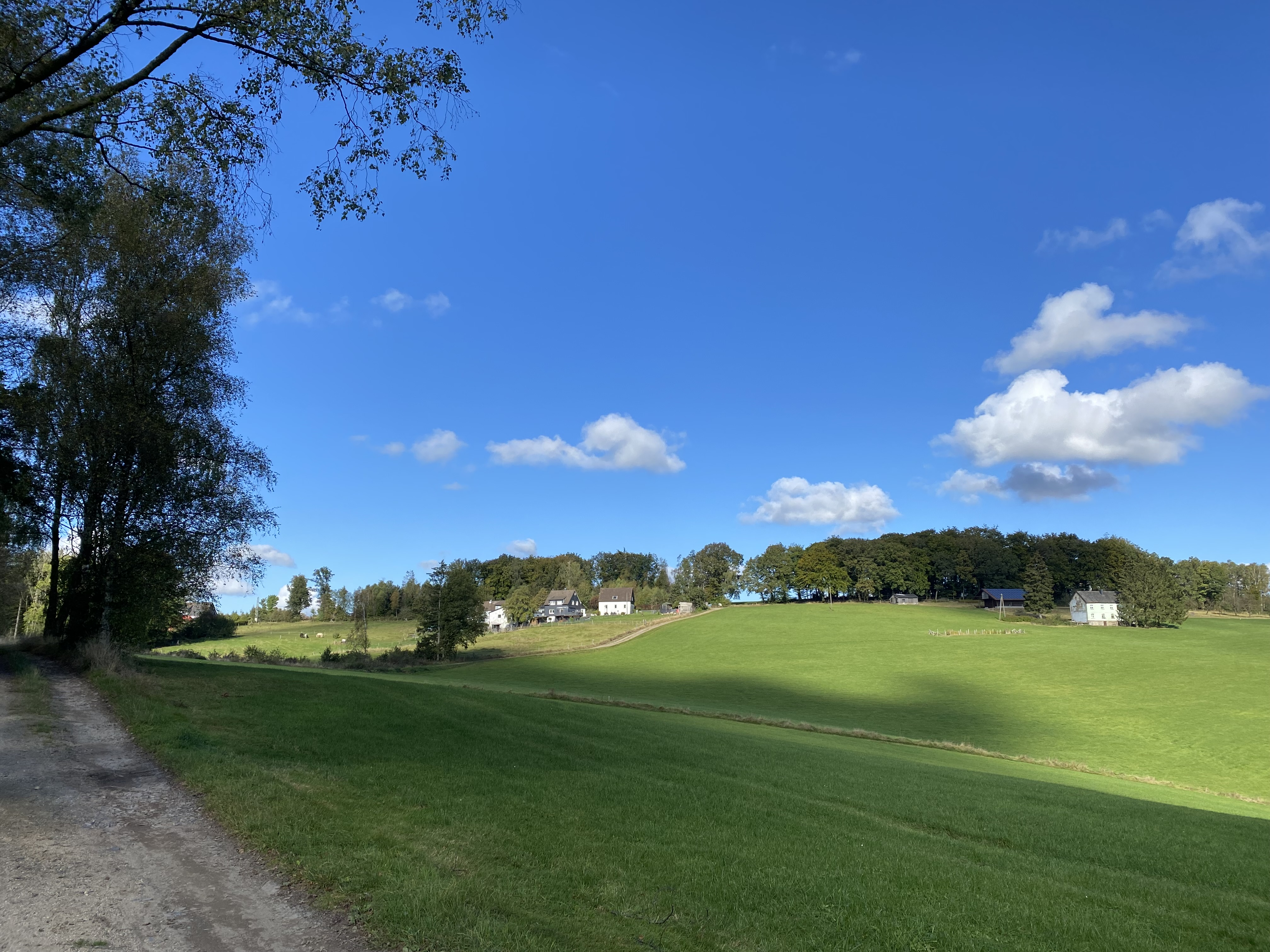
Jägershaus (rechts) und Köttershaus (links)
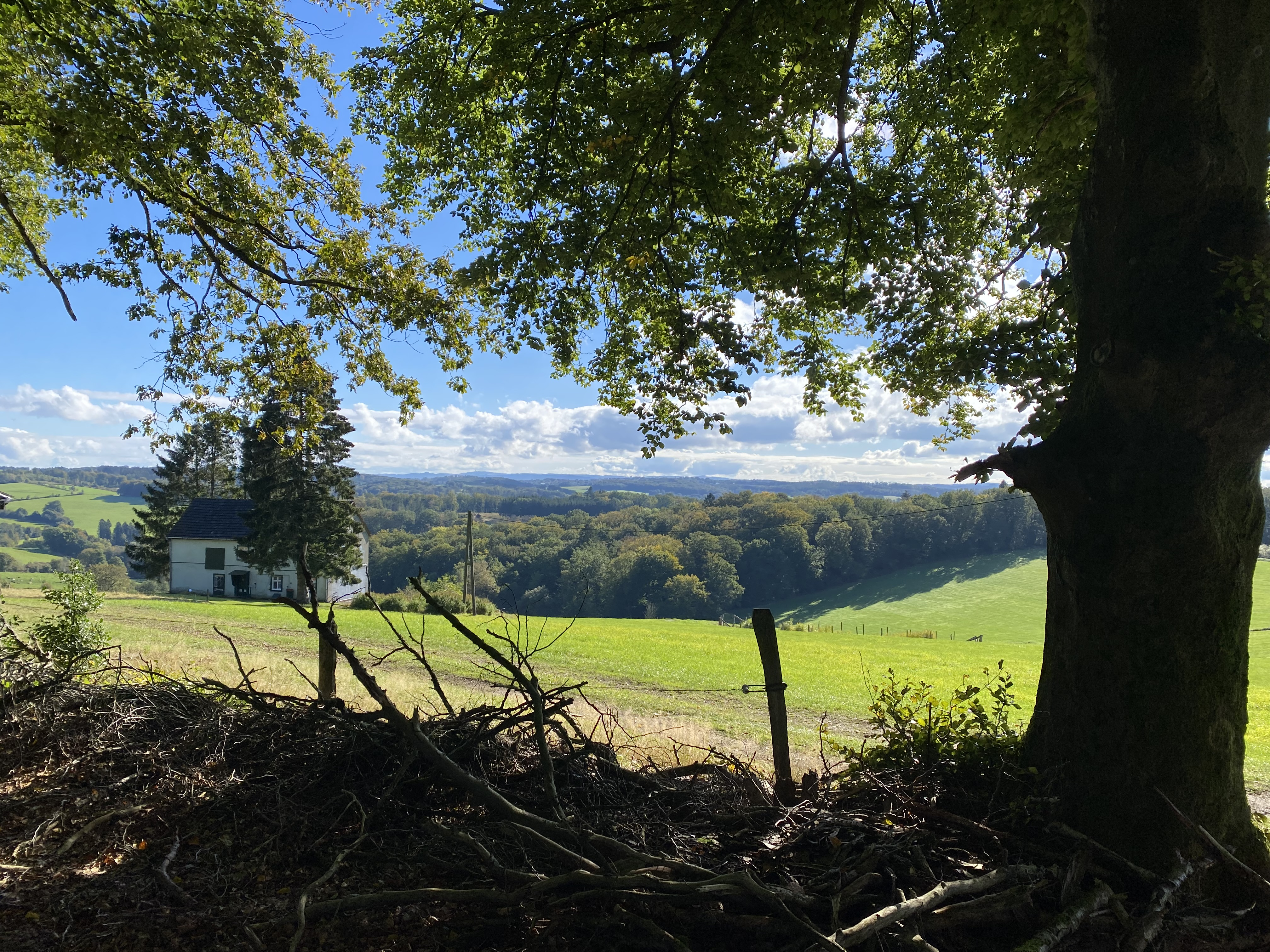
Jägershaus am Hang
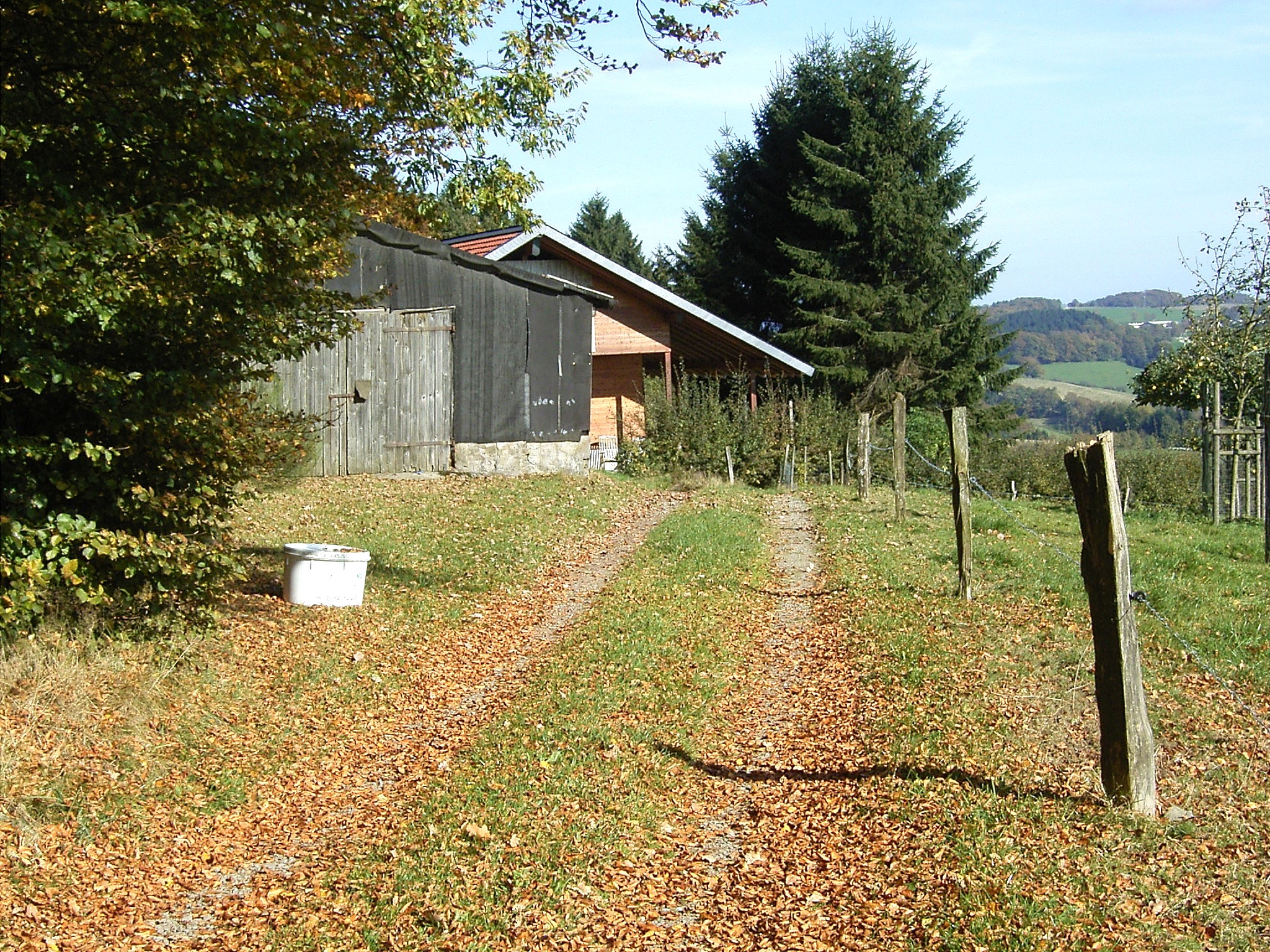
Jägershaus – Nebengebäude